# ベストフンドシニスト
もしかして
- ベストフンドシスト

ではありませんか？